# 上岡美保子
上岡 美保子（うえおか みほこ、1950年7月3日 -）は、日本の実業家、大学教員。トマト銀行社外取締役、就実大学特任教授、岡山大学監事などを務める。

## 概要
岡山県出身。1973年津田塾大学学芸学部英文学科卒業、1973年 - 特殊法人日本貿易振興会（現：独立行政法人日本貿易振興機構に入会。1998年独立行政法人日本貿易振興機岡山貿易情報センター所長。2008年同ストックホルム事務所所長。2011年、定年退職。
2012年学校法人就実学園評議員、就実大学非常勤講師。2013年就実大学特任教授、 株式会社トマト銀行社外取締役。トマト銀行初の女性取締役となった。2016年国立大学法人岡山大学監事。